# Daphnephila glandifex
Daphnephila glandifex är en tvåvingeart som beskrevs av Jean-Jacques Kieffer 1905. Daphnephila glandifex ingår i släktet Daphnephila och familjen gallmyggor. Inga underarter finns listade i Catalogue of Life.